# Las Carabelas
Las Carabelas es una localidad del partido de Rojas, provincia de Buenos Aires, República Argentina.
Se encuentra sobre la ruta provincial 31, a 24 km de la ciudad cabecera de Rojas. Se ubica 15 km al sur de la ruta nacional 8, que la conecta con la ciudad de Pergamino.

## Historia
Carabelas fue fundada el 1 de diciembre de 1910 por Sierra Hermanos. Comenzó a desarrollarse a partir de la habilitación de la estación ferroviaria y las actividades agropecuarias de los pobladores y la región.

## Población
Es la principal localidad del partido de Rojas, luego de la ciudad cabecera. Cuenta con 1107 habitantes (Indec, 2010), lo que no representa cambio significativo respecto a los 1106 habitantes (Indec, 2001) del censo anterior.
| Gráfica de evolución demográfica de Las Carabelas entre 1991 y 2010 |
|                                                                     |
| Fuente: Censos nacionales del INDEC                                 |

## Educación
- Preescolar: jardín de infantes N.º 903
- Primaria: escuela N.º 2 Bernardino Rivadavia
- Secundaria: escuela media N.º 2 Adolfina Valenzuela

## Deportes
Las instituciones deportivas más representativas de la localidad son:
- Club Carabelas Social y Deportivo
- Club Deportivo Unión

## Sitios de interés
- Delegación de la Municipalidad de Rojas.
- Destacamento de la Policía bonaerense.
- Biblioteca municipal.
- Sala de primeros auxilios.
- Cooperativa Telefónica y de Agua Potable.
- Parroquia Nuestra Señora de los Ángeles.
- Cooperativa Agropecuaria Limitada de Carabelas.
- Mutual Club Carabelas Social y Deportivo.
- Asociación de bomberos voluntarios.
- Club deportivo Unión.
- Club Carabelas social y deportivo.

## Fiestas y eventos
- Enero: Festival folklórico.
- 2 de agosto: Día de la Virgen de los Ángeles - Patrona del pueblo
- 1 de diciembre: Aniversario de la localidad.

## Parroquias de la Iglesia católica en Las Carabelas
| Diócesis  | San Nicolás de los Arroyos    |
| --------- | ----------------------------- |
| Parroquia | Nuestra Señora de los Ángeles |